# Gunnar Hållander
Gunnar Wilhelm Hållander, född 21 april 1915 i Örnsköldsvik, död 1980, var en svensk målare och grafiker. 
Han var son till fiskhandlaren Wilhelm Hållander och Hilma Hörnfelt och från 1948 gift med Elsa Arnqvist. Bortsett från en kortare tid vid Otte Skölds målarskola 1941 var han autodidakt som konstnär. Ett stipendium från Örnsköldsviks konstförening 1950 leder honom till Paris, Madrid och Lissabon där han fick möjlighet att studera de stora mästarnas verk. Han ställde från 1945 ut separat ett flertal gånger i Örnsköldsvik och medverkade i olika grupputställningar i Stockholm, Göteborg, Gävle samt olika orter i Norrland. Hans konst består av stilleben, porträtt och landskapsmålningar. Hållander är representerad vid Nationalmuseum, Moderna museet, Sundsvalls museum och Institut Tessin i Paris.